# Kaseria gemonia
Kaseria gemonia är en fjärilsart som beskrevs av William Schaus 1906. Kaseria gemonia ingår i släktet Kaseria och familjen tandspinnare. Inga underarter finns listade i Catalogue of Life.